# Billy Nilsson

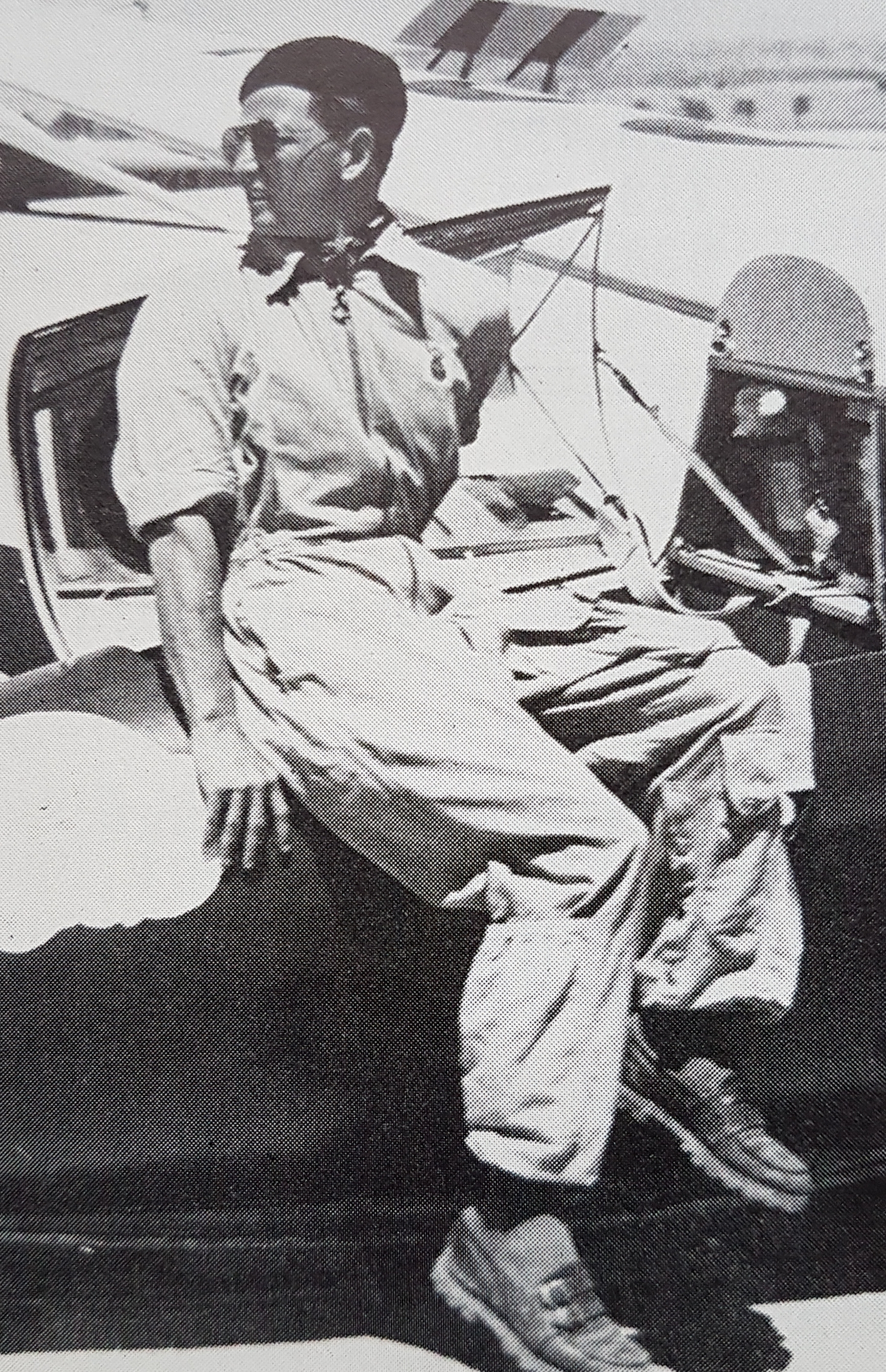
Billy Nilsson.

Rune Erland Billy Nilsson, född 8 november 1923 i Säffle, död 27 november 1986 i Säffle, var en svensk löjtnant, stridspilot och segelflygare.
Hans intresse för flyg väcktes under tonåren och han anmälde sig till en flygklubb för att genomgå en segelflygkurs. När han senare mönstrade sökte han sig till flyget där han utbildades till artilleriflygare. Under Koreakrisen 1962 deltog han som transportflygare vid 22 U.N. Fighter Squadron där han flög Otter och DC-3. Förutom rena transportflygningar flög man även spaningsuppdrag och gav via radio startorder till jaktflyget när de observerade fientligt flyg i luften. Under en rekognoseringsflygning över norra Katanga 20 september 1962 blir DC-3:an UN 202 nedskjutet i ett djungelområde i trakten av Kamunza Goie, 45 km nordost Kabongo. Troligen var förband ur kongolesiska nationalarmén (ANC) ansvariga för nedskjutningen. Besättning på  DC-3:an var kapten Anders Lundquist och flygstyrman Billy Nilsson samt som passagerare befäl ur svenska bataljonen och flygtekniker ur F 22, sammanlagt 10 personer. Sergeant Per-Olof Solvestad avled i samband med nödlandningen medan sergeant Raoul Colmgren avled dagen efter. Nilssons insats var att han där under några dagar lyckades hålla sig och sina passagerare undan från vilda djur och fiendesoldater. Vid återkomsten till Sverige förärades han Vasamedaljen i guld av åttonde storleken.
Som tävlingspilot i segelflyg blev han världsmästare 1950 då han besegrade Paul McCready i en avgörande distansflygning den femte tävlingsdagen. Efter starten i Örebro valde McCready att landa i Sundsvall medan Nilsson landade på Optands flygfält och efter sammanräkningen visade det sig att Nilsson besegrat McCready med endast 20 poäng vilket är den minsta segermarginalen genom tiderna. I och med landningen satte han ett nytt svenskt distansrekord med 427,6 km och blev därmed tillsammans med Jugoslaven Milan Borišek som under tävlingen distansflög 412 km de första att flyga över 400 km med ett segelflygplan i Sverige. Han erövrade K-E Övgårds minne 1954 genom att prestera den högsta höjdvinst i lävågor i Sverige under året. Under flygvapentiden tävlade han för F 6 Karlsborg och därefter för Norra Ångermanlands Flygklubb. Efter sin tid i flygvapnet arbetade han som trafikflygare och privatpilot för Disponent Ulf Hedberg och segelflyglärare vid Norra Ångermanlands Flygklubb. Han blev Stor grabb i segelflyg 1969.